# 봄은 온다
《봄은 온다》(일본어: 一陽来復 Life Goes On, 영어: Life Goes On)는 2018년 3월에 개봉한 일본의 다큐멘터리 영화이다. 윤미아가 감독을 맡았다. 일본에서는 2018년 3월에, 대한민국에서는 2019년 3월 14일에 개봉되었다.

## 줄거리
2011년 3월 11일 동일본 대지진 그 후, 무너진 땅 위에서 여전히 마음과 삶을 굳건히 일구는 사람들. 계절이 가고 풍경은 변했지만 그래도 삶은 소중하다고 말하는 이들의 뭉클한 희망에 대한 이야기.
2011년 3월 11일 14시 46분에 발생한 동일본 대지진은 진도 9.0의 강력한 지진으로 전 세계에 슬픔과 아픔을 가져온 사고였다. 재해 직후 피해자 수는 약 47만 명에 이르렀고 일본 역사상 최악의 지진으로 기록되었다. 일본 부흥청에 따르면 2017년 9월 1일 기준, 동일본 대지진으로 인한 사망자는 19,575명, 실종자는 2,577명이다.

## 출연진
- 후지와라 노리카 - 내레이션 역
- 야마데라 코이치 - 내레이션 역